# Shinee's Yunhanam
Shinee's Yunhanam é um programa de variedades estrelado pela popular boy band sul-coreana SHINee. É o primeiro reality show da banda após 3 meses de sua estreia. Yunhanam, literalmente, refere-se ao conceito de um homem mais jovem namorar uma mulher mais velha, o conceito também combina com seu primeiro single Replay - Noona Is So Pretty.

## Antecedentes
Eles tentam que atrair a atenção de uma noona convidada e fazer coisas que são solicitadas por ela e um membro é escolhido no final de cada episódio para ir a um encontro com ela. Ga-in do Brown Eyed Girls, que é a narradora também apareceu no episódio 12.

### Vencedor
| Membros           | Noona                   | Episódios |
| ----------------- | ----------------------- | --------- |
| Key               | Jung Ka Young           | 1 & 2     |
| Jonghyun          | Jo Seung Hee            | 2 & 3     |
| Taemin            | Jung Jae Hun            | 4 & 5     |
| Key               | Yoon E Seul             | 6         |
| Minho             | Yoo Nee                 | 7 & 8     |
| Jonghyun & Taemin | Kim Ji Yeon & Min Kyung | 9 & 10    |
| Onew              | Park Ji Sun             | 10 & 11   |